# 1695 год в литературе

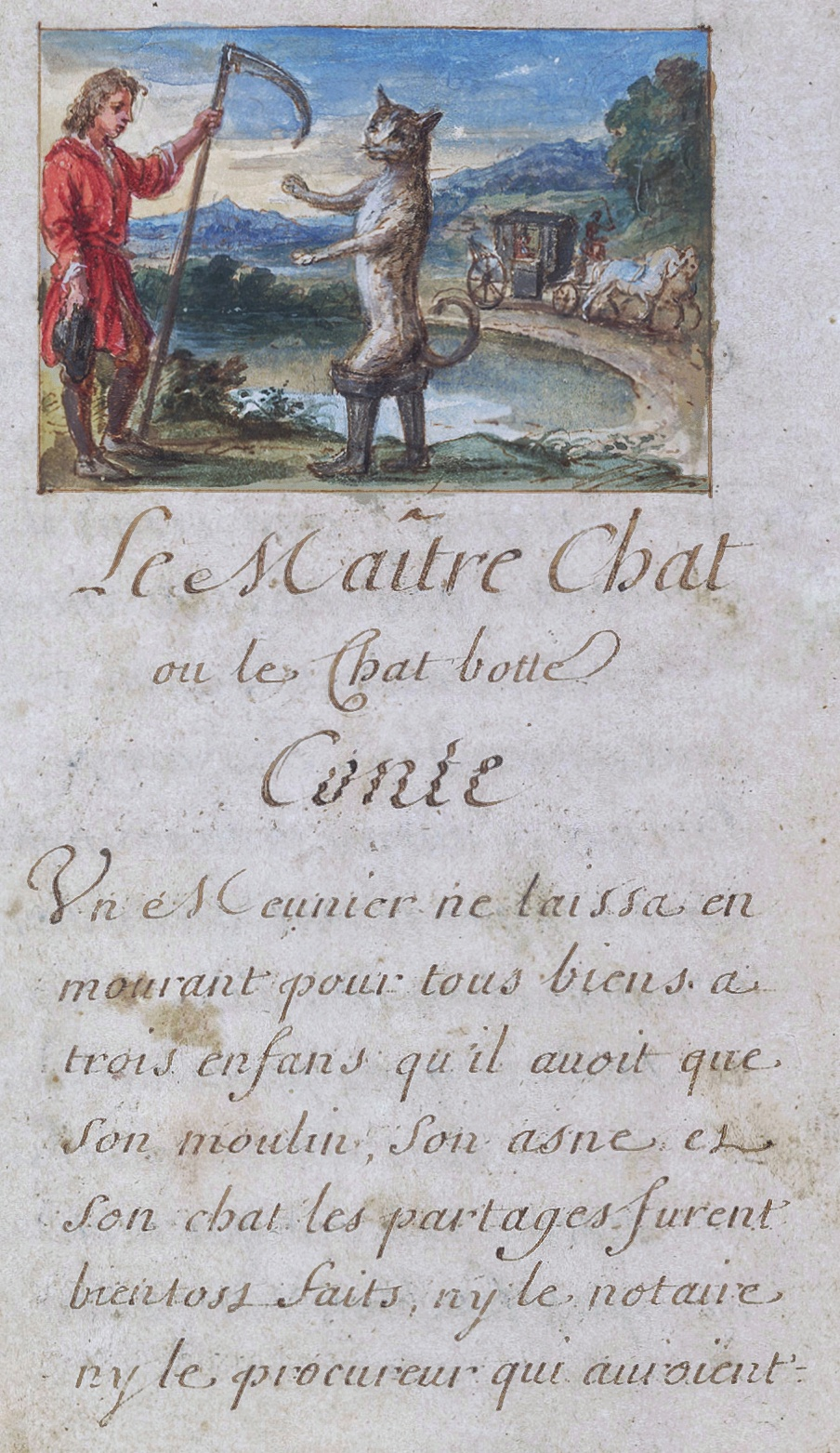
Сказка «Господин кот, или Кот в сапогах». Первое рукописное и иллюстрированное издание сборника «Сказки матушки Гусыни», 1695

## События
- Отмена цензуры публикаций в Великобритании.
- Французский переводчик Луи-Исаак Леметр де Саси и его брат Антуан[фр.] завершили перевод Библии на французский язык.

## Произведения
- Издано произведение Мэри Эстел «Letters Concerning the Love of God, between the author of the 'Proposal to the Ladies' and Mr John Norris».
- Опубликована книга Чарльза Блаунта «Miscellaneous Works».
- Издана книга «Разумность христианства» Джона Локка.
- Лайонел Уэйфер опубликовал книгу New Voyage and Description of the Isthmus of America, описывая свои приключения.
- Станислав Хохловский написал сатиру на католическое духовенство (стихотворный пасквиль) «Nova Babylon in Polonia fundata».
- «Алкид Российский» — панегирик гетману Ивану Мазепе, изданный Филиппом Орликом.
- «Королева индейцев», последняя семи-опера Генри Пёрселла
- Поставлена пьеса «Любовь за любовь» Уильяма Конгрива.
- Поставлена пьеса «Агнес де Кастро» Кэтрин Кокберн.
- Гувэнь гуаньчжи, антология китайских классических текстов, практическое пособие по изучению классического китайского языка.

## Родились
- 11 февраля — Франсуаза де Графиньи, французская писательница, драматург, хозяйка литературного салона (умерла в 1758) .
- 4 марта — Мари Юбер, швейцарская переводчица (умерла в 1753) .
- 8 апреля — Иоганн Христиан Гюнтер, немецкий поэт (умер в 1723)
- 24 октября — Юрий Башич, дубровницкий писатель-богослов, биограф (умер в 1765).
- 1 декабря — Франциск Ксаверий Квадрио, итальянский писатель (умер в 1756) .

## Без точной даты
- Эльжбета Дружбацкая, польская поэтесса и писательница (умерла в 1765)
- Франсуа-Дени Камюза, французский писатель
- Адам Бурхард Селлий, русский библиограф, историк, писатель (умер в 1746) .

## Скончались
- 13 апреля — Жан де Лафонтен, французский писатель (род.1621).
- 17 апреля — Хуана Инес де ла Крус, мексиканская поэтесса (род.1651).
- 30 декабря — Сэмюэль Морленд, английский публицист (род.1625).

## Без точной даты
- Дон Антониу де Розарио, бенгальский писатель. Автор первого печатного прозаического произведения на бенгальском языке и первой книги, переведённой на европейский язык с бенгальского языка.